# Liste der Biografien/Dw
Liste der Biografien |
Portal Biografien |
Personensuche
# |
A |
B |
C |
D |
E |
F |
G |
H |
I |
J |
K |
L |
M |
N |
O |
P |
Q |
R |
S |
T |
U |
V |
W |
X |
Y |
Z |
?
 
Da |
Db |
Dc |
Dd |
De |
Dg |
Dh |
Di |
Dj |
Dk |
Dl |
Dm |
Dn |
Do |
Dq |
Dr |
Ds |
Du |
Dv |
Dw |
Dy |
Dz
Die Liste der Biografien führt alle Personen auf, die in der deutschsprachigen Wikipedia einen Artikel haben. Dieses ist eine Teilliste mit 138 Einträgen von Personen, deren Namen mit den Buchstaben „Dw“ beginnt.

## Dw

### Dwa
- Dwagy, Eman (* 1993), syrische Schauspielerin
- Dwali, Gia (* 1964), georgisch-US-amerikanischer Physiker
- Dwali, Lascha (* 1995), georgischer Fußballspieler
- Dwalischwili, Wladimir (* 1986), georgischer Fußballspieler
- Dwamena, Raphael (1995–2023), ghanaischer Fußballspieler
- Dwan, Allan (1885–1981), US-amerikanischer Regisseur, Produzent und Drehbuchautor
- Dwan, Lisa (* 1978), irische SchauspielerinLisa Dwan (* 1978)

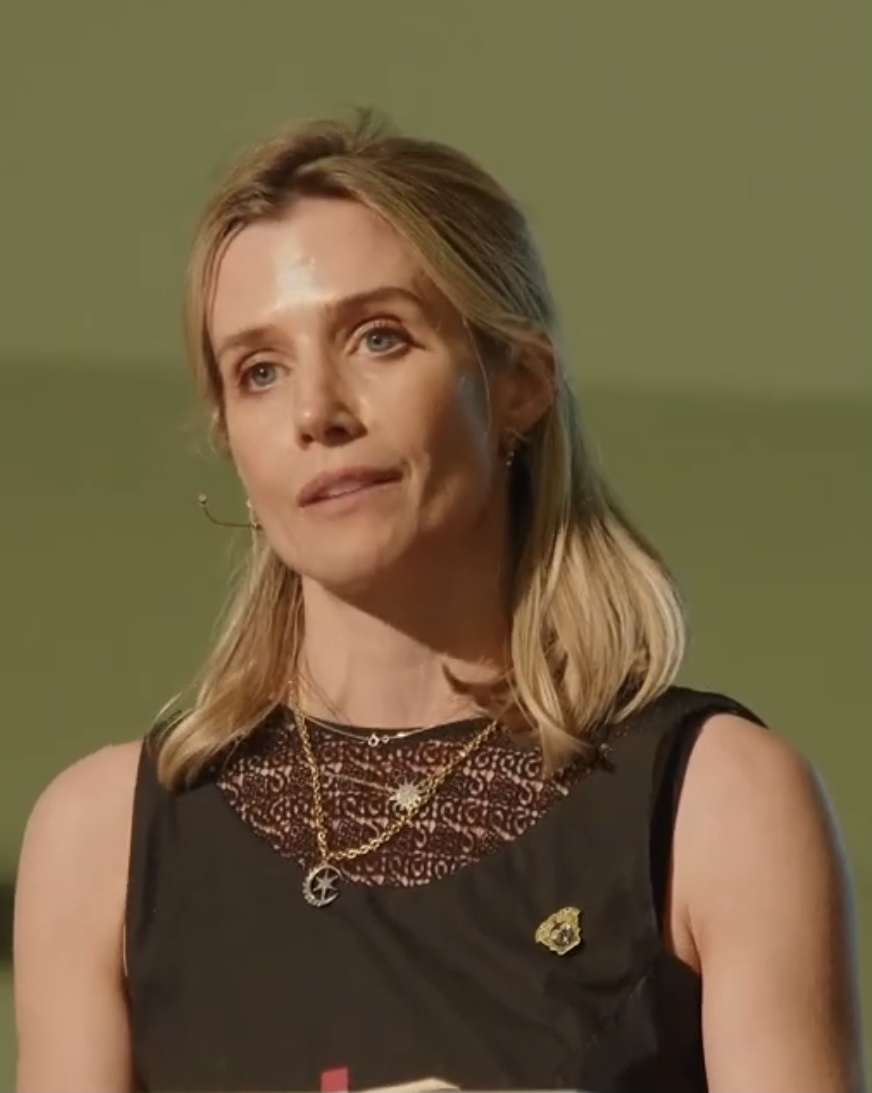
Lisa Dwan (* 1978)

- Dwan, Renata (* 1969), irische Friedens- und Konfliktforscherin und UN-Funktionärin
- Dwan, Tom (* 1986), US-amerikanischer Pokerspieler
- Dwars, Jens-Fietje (* 1960), deutscher Dokumentarfilmer und Autor
- Dwars, Martin (* 1987), deutscher Fußballtorhüter
- Dwatuka Wagi, Gabriel (1925–1990), sudanesischer römisch-katholischer Geistlicher und Bischof von Rumbek
- Dway Ko Ko Chit (* 1993), myanmarischer Fußballspieler

### Dwe
- Dweck, Carol (* 1946), US-amerikanische Psychologin und Hochschullehrerin
- Dweck, Steve (* 1926), US-amerikanischer Musiker (Schlagzeug) und Psychologe
- Dwedar, Mohammed (* 2001), palästinensischer Leichtathlet
- Dwele (* 1978), US-amerikanischer Soul-Sänger, Musiker, Songschreiber und Produzent
- Dwelley, Ross (* 1995), US-amerikanischer American-Football-Spieler
- Dwenger, Joseph Gregory (1837–1893), US-amerikanischer Ordensgeistlicher, römisch-katholischer Bischof von Fort Wayne
- Dwenger, Nadja (* 1981), deutsche Wirtschaftswissenschaftlerin
- Dwerditsch, Adam (1715–1778), römisch-katholischer Weihbischof in Wien
- Dwerg, Hermann († 1430), deutscher römisch-katholischer Geistlicher und päpstlicher Protonotar
- Dwernicki, Józef (1779–1857), polnischer General

### Dwi
- Dwi Putri, Crismonita (* 1998), indonesische Radsportlerin
- Dwiardy, Victorius (* 1968), indonesischer römisch-katholischer Ordensgeistlicher, Bischof von Banjarmasin
- Dwicahyo, Ade Resky (* 1998), aserbaidschanischer Badmintonspieler indonesischer Herkunft
- Dwiggins, Sue (1914–2011), US-amerikanische Drehbuchautorin und Filmproduktionsmitarbeiterin
- Dwight, Donald R. (1931–2025), US-amerikanischer Politiker
- Dwight, Henry Edwin (1797–1832), US-amerikanischer Pädagoge und Reiseschriftsteller
- Dwight, Henry W. (1788–1845), US-amerikanischer Politiker
- Dwight, James (1852–1917), US-amerikanischer Tennisspieler
- Dwight, Jeremiah W. (1819–1885), US-amerikanischer Politiker
- Dwight, John Sullivan (1813–1893), US-amerikanischer Unitarier, Transzendentalist und Musikkritiker
- Dwight, John Wilbur (1859–1928), US-amerikanischer Politiker
- Dwight, Jonathan (1858–1929), US-amerikanischer Arzt und Ornithologe
- Dwight, Mabel (1875–1955), US-amerikanische Künstlerin
- Dwight, Theodore (1764–1846), US-amerikanischer Politiker
- Dwight, Thomas (1758–1819), US-amerikanischer Politiker
- Dwight, Tim (* 1975), US-amerikanischer American-Football-Spieler
- Dwight, Timothy IV. (1752–1817), amerikanischer Geistlicher, Theologe, Gelehrter, Politiker und Dichter
- Dwight, Timothy V (1828–1916), Präsident der Yale University
- Dwigubski, Iwan Alexejewitsch (1771–1840), russischer Naturforscher und Rektor der Universität Moskau
- Dwigun, Witali (* 1935), sowjetischer Gewichtheber
- Dwinell, Justin (1785–1850), US-amerikanischer Jurist und Politiker
- Dwinell, Lane (1906–1997), US-amerikanischer Politiker
- Dwinger, Edwin Erich (1898–1981), deutscher SchriftstellerEdwin Erich Dwinger (1898–1981)

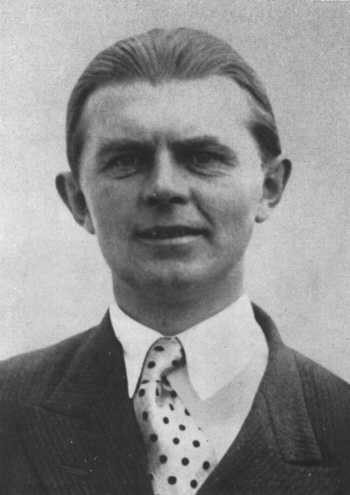
Edwin Erich Dwinger (1898–1981)

- Dwinger, Ida (* 1957), dänische Schauspielerin
- Dwinger, Max (1870–1939), niederländischer Fechter
- Dwinger, Rhona (* 1971), südafrikanische Speerwerferin
- Dwinger, Zara (* 1990), niederländische Regisseurin und Drehbuchautorin
- Dwinskich, Swetlana Alexandrowna (* 1948), sowjetische bzw. russische Hydrologin, Geoökologin und Hochschullehrerin
- Dwire, Earl (1883–1940), US-amerikanischer Schauspieler
- Dwirna, Olga Iwanowna (* 1953), sowjetisch-russische Mittelstreckenläuferin

### Dwn
- Dwnn, Gruffudd, walisischer Adliger, Militär und Rebell
- Dwnn, Henry († 1469), walisischer Adliger und Militär
- Dwnn, Owain, walisischer Adliger und Militär

### Dwo
- Dwoinikow, Waleri Wassiljewitsch (* 1950), sowjetisch-russischer Judoka
- Dwojak, Pete (* 1982), deutscher Unternehmer, Fernsehproduzent und TV-ModeratorPete Dwojak (* 1982)

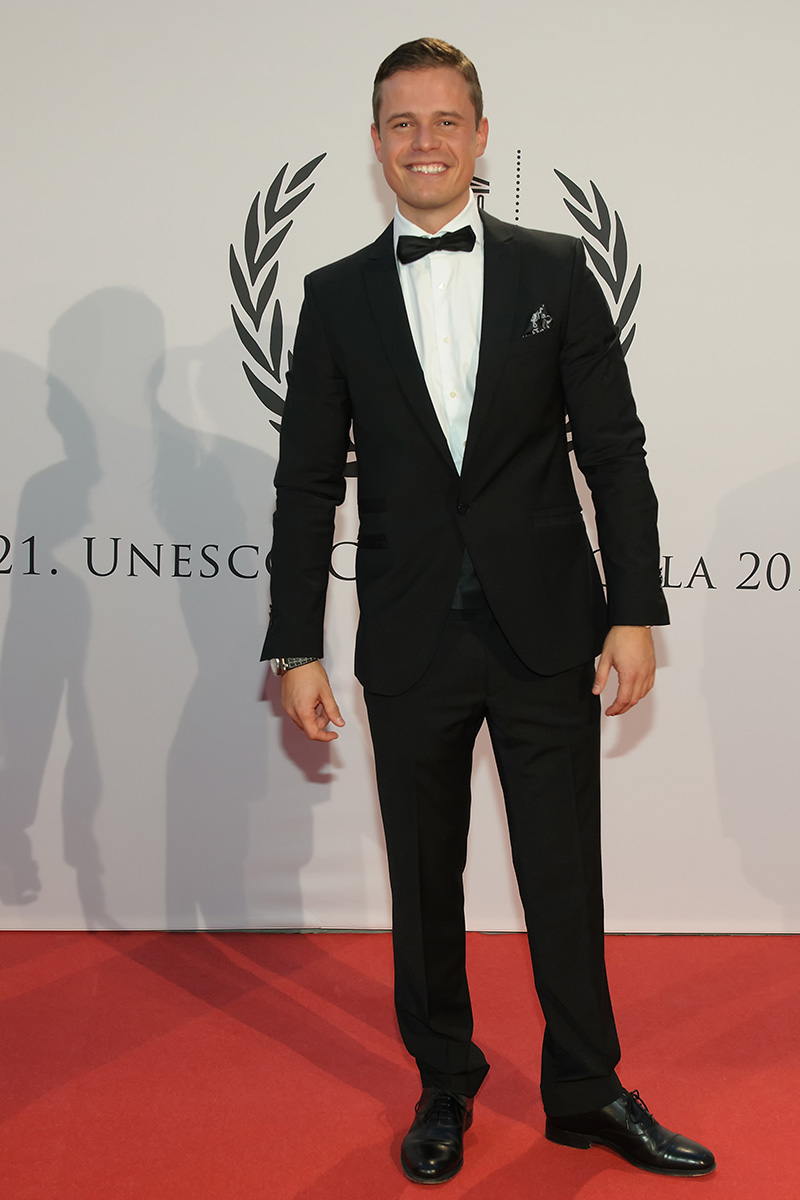
Pete Dwojak (* 1982)

- Dwomoh, Benjamin (* 1935), ghanaischer Fußballschiedsrichter
- Dwomoh, Franklyn (* 2002), deutscher Boxsportler
- Dwomoh, Pierre (* 2004), belgischer Fußballspieler
- Dwonszyk, Matt, US-amerikanischer Jazzmusiker
- Dworak, Bernhard (* 1948), österreichischer Politiker (ÖVP), Landtagsabgeordneter und Gemeinderat
- Dworak, Engelbert (1899–1953), österreichischer Politiker
- Dworak, Franz (1902–1979), österreichischer Schlosser und Politiker (ÖVP), Abgeordneter zum Nationalrat
- Dworak, Günter (1928–2000), deutscher Maler und Grafiker
- Dworak, Hans (1870–1920), österreichischer Architekt
- Dworak, Otto Boris (1938–2003), österreichischer Aufnahmeleiter, Produktionsleiter, Herstellungsleiter und Filmproduzent
- Dworak, Paula (1913–1995), österreichische Filmeditorin
- Dworak, Rupert (* 1962), österreichischer Politiker (SPÖ), Landtagsabgeordneter
- Dworak, Therese (1899–1944), österreichische Widerstandskämpferin gegen den Nationalsozialismus
- Dworakivsky, Walter (* 1929), US-amerikanischer Komponist und Musikpädagoge
- Dworakowska, Danuta (* 1928), polnische Pianistin und Musikpädagogin
- Dworakowska, Joanna (1978–2024), polnische Schachgroßmeisterin
- Dworakowski, Władysław (1908–1976), polnischer Politiker, Mitglied des Sejm (PZPR) und Minister
- Dworczyk, Michał (* 1975), polnischer Politiker und Historiker
- Dworeck-Danielowski, Iris (* 1978), deutsche Politikerin (AfD), MdL
- Dworek, Günter (* 1960), deutscher Sprecher des Lesben- und Schwulenverbandes in Deutschland (LSVD)
- Dworetzki, Eva (1908–1971), deutsch-britische Buchhändlerin
- Dworezki, Mark Israilewitsch (1947–2016), russischer Schachtrainer und Schachautor
- Dwork, Bernard (1923–1998), US-amerikanischer Mathematiker
- Dwork, Cynthia (* 1958), US-amerikanische Informatikerin
- Dwork, Debórah (* 1964), US-amerikanische Historikerin
- Dworkin, Aaron (* 1970), US-amerikanischer Geiger und Musikpädagoge
- Dworkin, Alexander Leonidowitsch (* 1955), russischer Theologe und Kirchenhistoriker
- Dworkin, Andrea (1946–2005), US-amerikanische Feministin und SoziologinAndrea Dworkin (1946–2005)

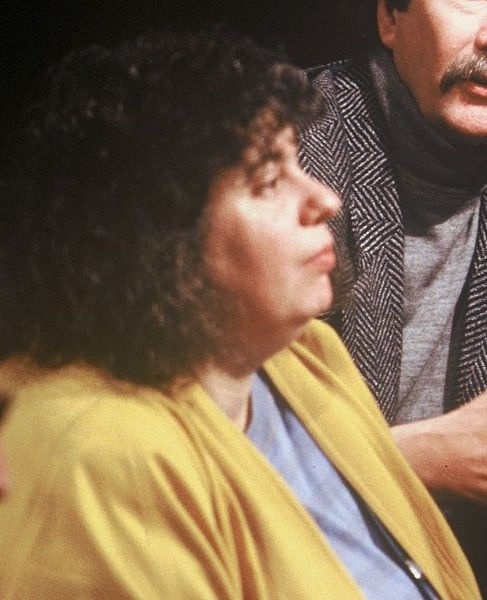
Andrea Dworkin (1946–2005)

- Dworkin, Gerald (* 1937), US-amerikanischer Philosoph
- Dworkin, Ronald (1931–2013), US-amerikanischer Philosoph
- Dworkowitsch, Arkadi Wladimirowitsch (* 1972), russischer Ökonom und Politiker
- Dwornikow, Alexander Wladimirowitsch (* 1961), russischer General
- Dworrak, Markus (* 1978), deutscher Fußballspieler
- Dworschak, Carsten, deutscher American-Football-Spieler
- Dworschak, Fritz (1890–1974), österreichischer Numismatiker und Kunsthistoriker
- Dworschak, Leo Ferdinand (1900–1976), US-amerikanischer Geistlicher, Bischof von Fargo
- Dworschak, Matthias (* 1974), deutscher Fußballspieler
- Dworschak, Rosa (1896–1990), österreichische Sozialarbeiterin
- Dworschezki, Wladislaw Wazlawowitsch (1939–1978), sowjetischer Schauspieler
- Dworshak, Henry (1894–1962), US-amerikanischer Politiker
- Dworsky, Alexis (* 1976), deutscher Künstler, Forscher und Kurator
- Dworsky, Rudolf (1881–1927), deutscher technischer Leiter, Bühnenbildner, Filmarchitekt, künstlerischer Oberleiter, Filmproduzent und Filmregisseur
- Dworsky, Sally (* 1964), US-amerikanische Sängerin
- Dworzaczek, Włodzimierz (1905–1988), polnischer Historiker
- Dworzak, Thomas (* 1972), deutscher Fotograf
- Dworznik, Klara (1910–1991), deutsche kommunistische Widerstandskämpferin gegen den Nationalsozialismus
- Dwoskin, Stephen (1939–2012), US-amerikanischer Filmkünstler

### Dwu
- Dwuretschenski, Nikita Kirillowitsch (* 1991), russischer Eishockeyspieler
- Dwurnik, Edward (1943–2018), polnischer Maler und Grafiker

### Dwy
- Dwyer Russel, Ada (1863–1952), US-amerikanische Schauspielerin und Herausgeberin
- Dwyer, Alice (* 1988), deutsche SchauspielerinAlice Dwyer (* 1988)

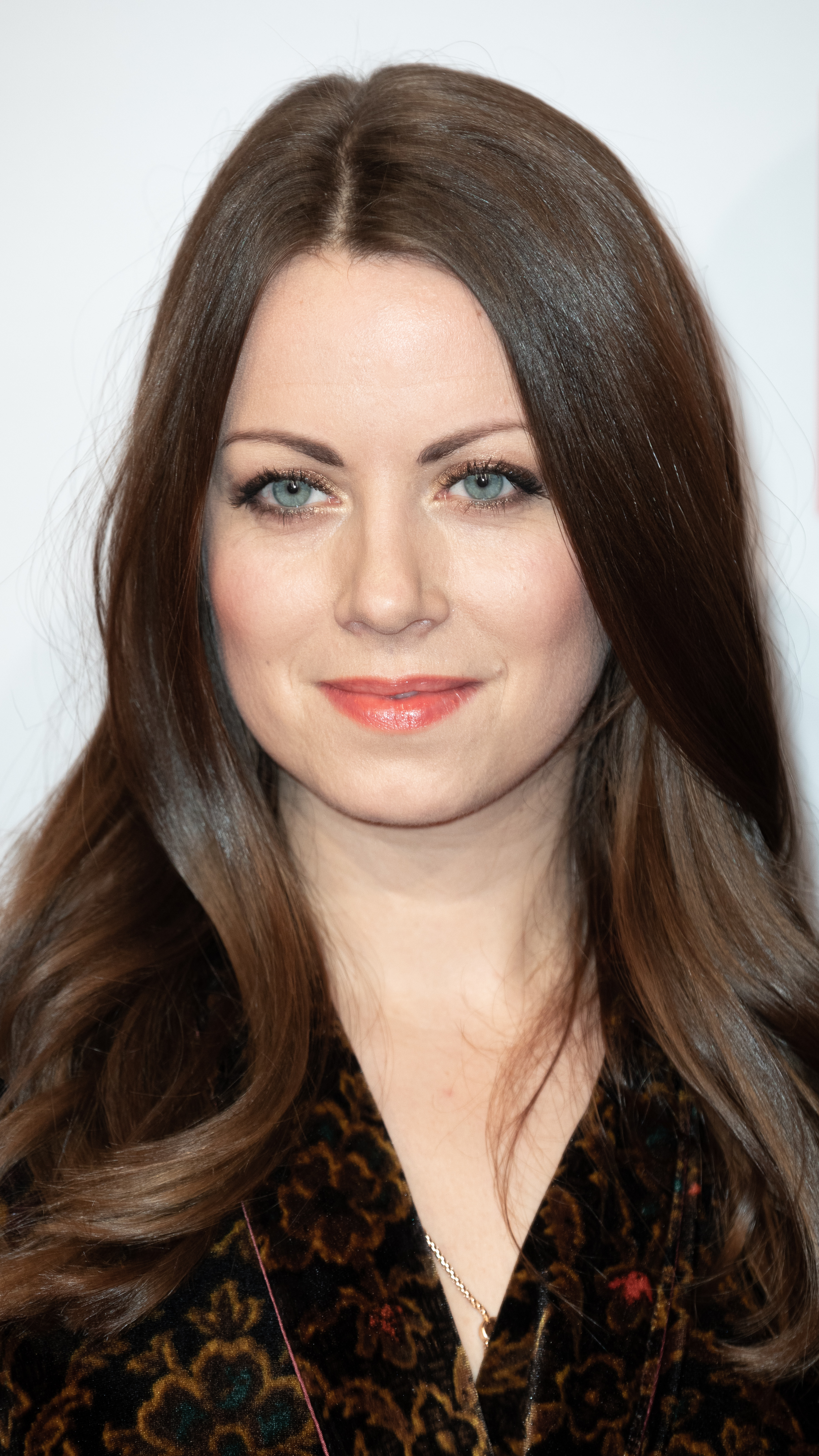
Alice Dwyer (* 1988)

- Dwyer, Andrew (* 1956), englischer Squashspieler
- Dwyer, Angela (* 1961), neuseeländisch-deutsche Malerin
- Dwyer, Benjamin (* 1965), irischer Gitarrist, Komponist und Musikwissenschaftler
- Dwyer, Bernard J. (1921–1998), US-amerikanischer Politiker
- Dwyer, Budd (1939–1987), US-amerikanischer Politiker
- Dwyer, Conor (* 1989), US-amerikanischer Schwimmer
- Dwyer, Dolores (1934–2011), US-amerikanische Sprinterin
- Dwyer, Dom (* 1990), englischer Fußballspieler
- Dwyer, Finola, neuseeländische Filmproduzentin
- Dwyer, Florence P. (1902–1976), US-amerikanische Politikerin
- Dwyer, Fred (* 1931), US-amerikanischer Mittelstreckenläufer
- Dwyer, Gordie (* 1978), kanadischer Eishockeyspieler und -trainer
- Dwyer, Jamie (* 1979), australischer Hockeyspieler
- Dwyer, John M. († 2018), US-amerikanischer Szenenbildner
- Dwyer, Jordan (* 1996), neuseeländisch-amerikanischer Schauspieler und Musiker
- Dwyer, Joseph Patrick (1977–2008), US-amerikanischer Soldat
- Dwyer, Joseph Wilfrid (1869–1939), australischer Geistlicher, römisch-katholischer Bischof von Wagga Wagga
- Dwyer, Kieron (* 1967), US-amerikanischer Comiczeichner
- Dwyer, Noel (1934–1992), irischer Fußballtorhüter
- Dwyer, Patrick (* 1977), australischer Leichtathlet
- Dwyer, Patrick (* 1983), US-amerikanischer Eishockeyspieler und -trainer
- Dwyer, Patrick Vincent (1858–1931), australischer Geistlicher, römisch-katholischer Bischof von Maitland
- Dwyer, Paul S. (1901–1982), US-amerikanischer Statistiker und Mathematiker (Lineare Algebra)
- Dwyer, Phil (* 1965), kanadischer Jazzmusiker (Saxophon, Klavier, Komposition) und Jurist
- Dwyer, Rasheed (* 1989), jamaikanischer Sprinter
- Dwyer, Ruth (1898–1978), US-amerikanische Schauspielerin
- Dwyer, William G. (* 1947), US-amerikanischer Mathematiker
- Dwyer-Gray, Edmund (1870–1945), irisch-australischer Politiker der Australian Labor Party (ALP)
- Dwyre, Roger (1913–2005), französischer Filmeditor